# Hyssia polioides
Hyssia polioides är en fjärilsart som beskrevs av Köhler 1947. Hyssia polioides ingår i släktet Hyssia och familjen nattflyn. Inga underarter finns listade i Catalogue of Life.